# Atwima Mponua
Atwima Mponua är ett distrikt i Ghana.   Det ligger i regionen Ashantiregionen, i den sydvästra delen av landet, 240 km nordväst om huvudstaden Accra. Antalet invånare är 236 248. Arean är 2 411 kvadratkilometer.
Terrängen i Atwima Mponua är kuperad åt nordväst, men åt sydost är den platt.